# 佐古真礼
佐古 真礼（さこ まあや、2002年12月2日 - ）は、東京都出身のプロサッカー選手。Jリーグ・東京ヴェルディ所属。ポジションはディフェンダー。

## 来歴
東京ヴェルディの育成出身でスクールから下部組織でプレーし、U-15代表から世代別代表にも選出される。2020年8月にユースからトップチームに昇格することが発表された。
2021年1月16日、藤枝MYFCに育成型期限付き移籍で加入した。3月21日、J3第2節のFC岐阜戦でプロデビュー。9月12日、第18節のFC今治戦でプロ初ゴールを決めた。シーズン終了後、東京ヴェルディへ復帰。
2023年、AC長野パルセイロへ育成型期限付き移籍。
2024年、いわてグルージャ盛岡へ期限付き移籍。シーズン終了後に東京Vへ復帰。

## 所属クラブ
- 東京ヴェルディサッカースクール
- 東京ヴェルディジュニア
- 東京ヴェルディジュニアユース
- 東京ヴェルディユース 
  - 2020年 - 東京ヴェルディ（2種登録選手）
- 2021年 - 東京ヴェルディ
  - 2021年 藤枝MYFC（育成型期限付き移籍）
  - 2023年 AC長野パルセイロ（育成型期限付き移籍）
  - 2024年 いわてグルージャ盛岡（期限付き移籍）

## 個人成績
| 国内大会個人成績 | 国内大会個人成績 | 国内大会個人成績 | 国内大会個人成績 | 国内大会個人成績             | 国内大会個人成績 | 国内大会個人成績 | 国内大会個人成績 | 国内大会個人成績 | 国内大会個人成績 | 国内大会個人成績 | 国内大会個人成績 |
| 年度             | クラブ           | 背番号           | リーグ           | リーグ戦                     | リーグ戦         | リーグ杯         | リーグ杯         | オープン杯       | オープン杯       | 期間通算         | 期間通算         |
| 年度             | クラブ           | 背番号           | リーグ           | 出場                         | 得点             | 出場             | 得点             | 出場             | 得点             | 出場             | 得点             |
| 日本             | 日本             | 日本             | 日本             | リーグ戦                     | リーグ戦         | リーグ杯         | リーグ杯         | 天皇杯           | 天皇杯           | 期間通算         | 期間通算         |
| ---------------- | ---------------- | ---------------- | ---------------- | ---------------------------- | ---------------- | ---------------- | ---------------- | ---------------- | ---------------- | ---------------- | ---------------- |
| 2021             | 藤枝             | 29               | J3               | 10                           | 2                | -                | -                | -                | -                | 10               | 2                |
| 2022             | 東京V            | 22               | J2               | 4                            | 0                | -                | -                | 2                | 0                | 6                | 0                |
| 2023             | 長野             | 35               | J3               | 17                           | 0                | -                | -                | 1                | 0                | 18               | 0                |
| 2024             | 岩手             | 5                | J3               | 16                           | 0                | 1                | 0                | 2                | 0                | 19               | 0                |
| 2025             | 東京V            | 29               | J1               |                              |                  |                  |                  |                  |                  |                  |                  |
| 通算             | 日本             | 日本             | J1               | \|\|\|\|\|\|\|\|\|\|\|\|\|\| |                  |                  |                  |                  |                  |                  |                  |
| 通算             | 日本             | 日本             | J2               | 4                            | 0                | -                | -                | 2                | 0                | 6                | 0                |
| 通算             | 日本             | 日本             | J3               | 43                           | 2                | 1                | 0                | 3                | 0                | 47               | 2                |
| 総通算           | 総通算           | 総通算           | 総通算           | 47                           | 2                | 1                | 0                | 5                | 0                | 53               | 2                |

出場歴
- Jリーグ初出場 - 2021年3月21日 J3第2節 FC岐阜戦 (藤枝総合運動公園サッカー場)
- Jリーグ初得点 - 2021年9月12日 J3第18節 FC今治戦 (ありがとうサービス. 夢スタジアム)

## 代表歴
- U-15日本代表
  - デッレナツィオーニトーナメント（2017年）
  - AFC U-16選手権・予選（2017年）
- U-16日本代表
  - モンテギュー国際大会（2017年）
  - AFC U-16選手権（2018年）
- U-18日本代表
  - コパ・デル・アトランティコ（2020年）
- U-20日本代表
  - 千葉キャンプ（2021年）
- U-22日本代表
  - 千葉、福島キャンプ（2021年）
  - AFC U-23選手権2022・予選（2021年）